# 布蘭登·古德溫
布蘭登·古德溫（英語：Brandon Goodwin，1995年10月2日—）為美國男子籃球運動員，現效力於中国男子篮球职业联赛山西汾酒。
古德溫NBA生涯效力過丹佛掘金、亚特兰大老鹰、克里夫兰骑士。2024年9月16日，中国男子篮球职业联赛山西汾酒與古德溫簽約。

## 外部連結
- 布蘭登·古德溫在fiba.basketball（英语）
- 布蘭登·古德溫在NBA官網（英语）
- 布蘭登·古德溫在NBA G聯盟官網（英语）
- 布蘭登·古德溫在中国男子篮球职业联赛官網
- 布蘭登·古德溫在Basketball-Reference.com（NBA）（英语）
- 布蘭登·古德溫在Basketball-Reference.com（NBA G聯盟）（英语）
- 布蘭登·古德溫在Basketball-Reference.com（國際）（英语）
- 布蘭登·古德溫在Sports-Reference.com（NCAA）（英语）
- 布蘭登·古德溫在ESPN（NBA）（英语）
- 布蘭登·古德溫在Eurobasket.com（球員）（英语）
- 布蘭登·古德溫在Proballers（英语）
- 布蘭登·古德溫在RealGM（英语）
- 布蘭登·古德溫在中国篮球数据库
- 布蘭登·古德溫在Flashscore（英语）